# Friedenstal (Solingen)
Friedenstal ist eine Ortslage im Solinger Stadtteil Gräfrath.

## Geographie
Friedenstal liegt im Tal der Wupper etwas oberhalb des Wupperufers zwischen der Hofschaft Oben zum Holz und dem Flockertsholzer Bach auf etwa 140 Meter über NHN. Nordwestlich liegt die Ortslage Flockertsberg, nördlich lag der der Wohnplatz Steinsiepen, am östlichen Wupperufer auf Wuppertaler Stadtgebiet verläuft die zur Kraftfahrstraße ausgebaute Landesstraße 74. Unmittelbar südlich dem Verlauf der Wupper folgend lag der Wohnplatz Dritter Kotten.

## Etymologie
Möglicherweise ist die noch vergleichsweise junge Bezeichnung aus weltanschaulichen Gründen gewählt worden, sollte also ein Tal des Friedens bezeichnen. Offizieller Straßenname wurde Friedenstal am 26. April 1935, die Bezeichnung war im Volksmund aber bereits früher vorhanden.

## Geschichte
Die Ortslage entstand wahrscheinlich erst um die Wende zum 20. Jahrhundert und gehörte in dieser Zeit zur Stadt Gräfrath innerhalb des Kreises Solingen. Dort wurde mit dem Haus Friedenstal unmittelbar am Wupperufer eine große alkoholfreie Gaststätte mit zeitweise 1.000 Sitzplätzen betrieben. Das Gebäude der ehemaligen Gaststätte mitsamt der Inschrift ist noch vorhanden. Es wird heute als Wohnhaus genutzt.
Mit der Städtevereinigung zu Groß-Solingen im Jahre 1929 wurde die Ortslage Friedenstal ein Ortsteil Solingens. Bei Friedenstal führte die 1899 erbaute sogenannte Teufelsbrücke über die Wupper, deren Namen sich wohl von den nördlich gelegenen Teufelsklippen ableitete. An der Brücke wurde zeitweise auch Wegezoll verlangt. Im Zuge der Baumaßnahmen für die Landesstraße 74 wurde das Wupperbett verlegt, den Baumaßnahmen fiel im Jahre 1975 auch die Teufelsbrücke zum Opfer, die durch die heute noch vorhandene Betonbrücke ersetzt wurde.